# Alpiner Australia New Zealand Cup 2019
Die Saison 2019 des alpinen Australia New Zealand Cups wurde von Ende August bis Anfang September 2019 an drei Austragungsorten in Australien und Neuseeland veranstaltet und war – wie auch die anderen Kontinentalrennserien des internationalen Ski-Verbandes FIS – ein Unterbau zum Weltcup. Sie zählt laut FIS-Regularien bereits zur jahresübergreifenden Wettbewerbssaison 2019/2020. Für Herren und Damen wurden jeweils neun Rennen am selben Ort organisiert.

## Cupwertungen

### Gesamt
| Rang | Athlet          | Punkte |
| ---- | --------------- | ------ |
| 1    | Magnus Walch    | 364    |
| 2    | Maarten Meiners | 267    |
| 3    | Armand Marchant | 265    |
| 4    | Adam Žampa      | 254    |
| 5    | Marcus Monsen   | 247    |

| Rang | Athletin       | Punkte |
| ---- | -------------- | ------ |
| 1    | Storm Klomhaus | 410    |
| 2    | Piera Hudson   | 400    |
| 3    | Alex Tilley    | 340    |
| 4    | Vanessa Kasper | 315    |
| 5    | Alice Robinson | 280    |

### Super-G
| Rang | Athlet          | Punkte |
| ---- | --------------- | ------ |
| 1    | Armand Marchant | 145    |
| 2    | Maarten Meiners | 136    |
| 3    | Adam Žampa      | 120    |
| 4    | Marcus Monsen   | 89     |
| 5    | Olle Sundin     | 80     |

| Rang | Athletin       | Punkte |
| ---- | -------------- | ------ |
| 1    | Alice Robinson | 200    |
| 2    | Olivia Foster  | 120    |
| 3    | Carole Bissig  | 105    |
| 4    | Cara Brown     | 90     |
| 5    | Alex Tilley    | 80     |

### Riesenslalom
| Rang | Athlet         | Punkte |
| ---- | -------------- | ------ |
| 1    | Magnus Walch   | 340    |
| 2    | Pierre Bugnard | 218    |
| 3    | Daniele Sette  | 178    |
| 4    | Marco Reymond  | 162    |
| 5    | Marcus Monsen  | 158    |

| Rang | Athletin       | Punkte |
| ---- | -------------- | ------ |
| 1    | Storm Klomhaus | 280    |
| 2    | Piera Hudson   | 220    |
| 3    | Vanessa Kasper | 205    |
| 4    | Chiara Mair    | 150    |
| 5    | Victoria Palla | 109    |

### Slalom
| Rang | Athlet                 | Punkte |
| ---- | ---------------------- | ------ |
| 1    | Sebastian Foss Solevåg | 195    |
| 2    | Matthias Iten          | 161    |
| 3    | Johannes Strolz        | 160    |
| 4    | Fabio Gstrein          | 136    |
| 5    | Armand Marchant        | 120    |

| Rang | Athletin        | Punkte |
| ---- | --------------- | ------ |
| 1    | Joséphine Forni | 260    |
| 2    | Alex Tilley     | 200    |
| 3    | Piera Hudson    | 180    |
| 4    | Storm Klomhaus  | 130    |
| 5    | Victoria Palla  | 130    |

## Podestplatzierungen Herren
| Datum      | Ort                | Disziplin    | 1. Platz               | 2. Platz        | 3. Platz                   |
| ---------- | ------------------ | ------------ | ---------------------- | --------------- | -------------------------- |
| 23.08.2019 | Mount Hotham (AUS) | Riesenslalom | Magnus Walch           | Daniele Sette   | Semyel Bissig              |
| 27.08.2019 | Coronet Peak (NZL) | Super-G      | Armand Marchant        | Adam Žampa      | Marcus Monsen              |
| 27.08.2019 | Coronet Peak (NZL) | Super-G      | Maarten Meiners        | Olle Sundin     | Tobias Hedström            |
| 30.08.2019 | Coronet Peak (NZL) | Riesenslalom | Sam Maes               | Magnus Walch    | Adam Žampa                 |
| 31.08.2019 | Coronet Peak (NZL) | Riesenslalom | Marco Reymond          | Pierre Bugnard  | Magnus Walch Daniele Sette |
| 01.09.2019 | Coronet Peak (NZL) | Slalom       | Marc Rochat            | Johannes Strolz | Armand Marchant            |
| 02.09.2019 | Coronet Peak (NZL) | Slalom       | Fabio Gstrein          | Johannes Strolz | Armand Marchant            |
| 04.09.2019 | Cardrona (NZL)     | Riesenslalom | Magnus Walch           | Pierre Bugnard  | Maarten Meiners            |
| 05.09.2019 | Cardrona (NZL)     | Slalom       | Sebastian Foss Solevåg | Matthias Iten   | Lucas Braathen             |

## Podestplatzierungen Damen
| Datum      | Ort                | Disziplin    | 1. Platz        | 2. Platz        | 3. Platz                |
| ---------- | ------------------ | ------------ | --------------- | --------------- | ----------------------- |
| 22.08.2019 | Mount Hotham (AUS) | Slalom       | Joséphine Forni | Piera Hudson    | Vanessa Kasper          |
| 23.08.2019 | Mount Hotham (AUS) | Riesenslalom | Storm Klomhaus  | Vanessa Kasper  | Piera Hudson            |
| 27.08.2019 | Coronet Peak (NZL) | Super-G      | Alice Robinson  | Olivia Foster   | Carole Bissig           |
| 27.08.2019 | Coronet Peak (NZL) | Super-G      | Alice Robinson  | Alex Tilley     | Barbara Kantorová       |
| 30.08.2019 | Coronet Peak (NZL) | Riesenslalom | Storm Klomhaus  | Alice Robinson  | Maryna Gąsienica-Daniel |
| 31.08.2019 | Coronet Peak (NZL) | Riesenslalom | Chiara Mair     | Storm Klomhaus  | Piera Hudson            |
| 01.09.2019 | Coronet Peak (NZL) | Slalom       | Alex Tilley     | Storm Klomhaus  | Carole Bissig           |
| 02.09.2019 | Coronet Peak (NZL) | Slalom       | Alex Tilley     | Joséphine Forni | Carole Bissig           |
| 04.09.2019 | Cardrona (NZL)     | Riesenslalom | Piera Hudson    | Vanessa Kasper  | Alex Tilley             |